# Csing ti Pej tuo fen
A Csing ti Pej tuo fen (情敵貝多芬, pinjin: Qíng dí Bèi duō fēn) Wang Lee-hom tajvani-amerikai popzenész első albuma, mely 1995-ben jelent meg a Bertelsmann Music Group (későbbiekben Sony) kiadásában.

## Számlista
1. 四季 (Sze csi (Sì jì))
2. 情敵貝多芬 (Csing ti Pej tuo fen (Qíng dí Bèi duō fēn))
3. 你傷了我的心 (Ni sang lö vo tö hszin (Nǐ shāng le wǒ de xīn))
4. 為我哭一次好不好 (Vej vo ku ji ce hao pu hao (Wèi wǒ kū yī cì hǎo bù hǎo))
5. Love Me Tender
6. 聽雨 (Ting jü (Tīng yǔ))
7. 乘著愛自由的飛 (Cseng cse aj ce jou tö fej (Chéng zhe ài zì yóu de fēi))
8. The Water Is Wide
9. 別這樣我會哭 (Pie csejang vo huj ku (Bié zhèyàng wǒ huì kū))
10. Last Night
11. 不願說再見 (Pu jüan suo cajcsien (Bù yuàn shuō zàijiàn))